# تاكاشي هيرانو
تاكاشي هيرانو ولد في 15 يوليو 1974 في شيزوكا هو لاعب كرة قدم دولي ياباني سابق.

## روابط خارجية
1. ↑  "معلومات عن تاكاشي هيرانو على موقع data.j-league.or.jp". data.j-league.or.jp. مؤرشف من الأصل في 2017-10-02.
2. ↑  "معلومات عن تاكاشي هيرانو على موقع national-football-teams.com". national-football-teams.com. مؤرشف من الأصل في 2020-03-15.
3. ↑  "معلومات عن تاكاشي هيرانو على موقع transfermarkt.com". transfermarkt.com. مؤرشف من الأصل في 2020-03-28.

- Vancouver Whitecaps bio
- تاكاشي هيرانو على موقع الاتحاد الدولي (مؤرشف)  (الإنجليزية)
- تاكاشي هيرانو على موقع رابطة كرة القدم اليابانية للمحترفين (اليابانية)
- تاكاشي هيرانو على موقع قاعدة بيانات كرة القدم.إي يو (الإنجليزية)
- تاكاشي هيرانو على موقع ناشيونال فوتبول تيمز (الإنجليزية)
- تاكاشي هيرانو على موقع Soccerway.com (الإنجليزية)
- تاكاشي هيرانو على موقع عالم كرة القدم.نت (الإنجليزية)